# Nointel
|  | Per a altres significats, vegeu «Nointel (Oise)». |

Nointel és un municipi francès al departament de Val-d'Oise de la regió de l'Illa de França. Forma part del cantó de L'Isle-Adam, del districte de Pontoise i de la Comunitat de comunes de l'Haut Val-d'Oise. L'any 2007 tenia 723 habitants.

## Demografia

### Població
El 2007 la població de fet de Nointel era de 723 persones. Hi havia 274 famílies, de les quals 60 eren unipersonals (32 homes vivint sols i 28 dones vivint soles), 71 parelles sense fills, 127 parelles amb fills i 16 famílies monoparentals amb fills.
La població ha evolucionat segons el següent gràfic:

### Habitatges
El 2007 hi havia 294 habitatges, 275 eren l'habitatge principal de la família, 6 eren segones residències i 14 estaven desocupats. 247 eren cases i 46 eren apartaments. Dels 275 habitatges principals, 242 estaven ocupats pels seus propietaris, 26 estaven llogats i ocupats pels llogaters i 7 estaven cedits a títol gratuït; 11 tenien una cambra, 15 en tenien dues, 35 en tenien tres, 59 en tenien quatre i 155 en tenien cinc o més. 235 habitatges disposaven pel capbaix d'una plaça de pàrquing. A 117 habitatges hi havia un automòbil i a 147 n'hi havia dos o més.

### Piràmide de població
La piràmide de població per edats i sexe el 2009 era:
| Homes | Edats   | Dones |
| ----- | ------- | ----- |
| 0     | 95 o +  | 0     |
| 0     | 90 a 94 | 0     |
| 8     | 85 a 89 | 4     |
| 4     | 80 a 84 | 4     |
| 4     | 75 a 79 | 4     |
| 16    | 70 a 74 | 8     |
| 12    | 65 a 69 | 12    |
| 8     | 60 a 64 | 20    |
| 28    | 55 a 59 | 12    |
| 32    | 50 a 54 | 28    |
| 48    | 45 a 49 | 24    |
| 28    | 40 a 44 | 52    |
| 36    | 35 a 39 | 24    |
| 20    | 30 a 34 | 16    |
| 12    | 25 a 29 | 20    |
| 45    | 20 a 24 | 44    |
| 24    | 15 a 19 | 32    |
| 36    | 10 a 14 | 48    |
| 16    | 5 a 9   | 28    |
| 12    | 0 a 4   | 8     |

## Economia
El 2007 la població en edat de treballar era de 510 persones, 390 eren actives i 120 eren inactives. De les 390 persones actives 358 estaven ocupades (176 homes i 182 dones) i 32 estaven aturades (22 homes i 10 dones). De les 120 persones inactives 53 estaven jubilades, 40 estaven estudiant i 27 estaven classificades com a «altres inactius».

### Ingressos
El 2009 a Nointel hi havia 265 unitats fiscals que integraven 726 persones, la mediana anual d'ingressos fiscals per persona era de 23.819 €.

### Activitats econòmiques
Dels 25 establiments que hi havia el 2007, 6 eren d'empreses de construcció, 5 d'empreses de comerç i reparació d'automòbils, 2 d'empreses d'hostatgeria i restauració, 1 d'una empresa d'informació i comunicació, 1 d'una empresa financera, 9 d'empreses de serveis i 1 d'una entitat de l'administració pública.
Dels 7 establiments de servei als particulars que hi havia el 2009, 2 eren fusteries, 1 lampisteria, 3 electricistes i 1 restaurant.

## Equipaments sanitaris i escolars
El 2009 hi havia una escola elemental.

## Poblacions properes
El següent diagrama mostra les poblacions més properes.